# An Invisible Sign
Pour plus de détails, voir Fiche technique et Distribution.
An Invisible Sign est un film américain réalisé par Marilyn Agrelo, sorti en 2010.

## Synopsis
Mona Gray se réfugie dans un monde de mathématiques après que son père déclare une maladie mentale. Forcée par sa mère à quitter le nid familial, elle devient enseignante en mathématiques dans une école primaire.

## Fiche technique
- Titre : An Invisible Sign
- Réalisation : Marilyn Agrelo
- Scénario : Pamela Falk et Michael Ellis d'après le roman L'Ombre de moi-même d'Aimee Bender
- Musique : Andrew Hollander
- Photographie : Lisa Rinzler
- Montage : Sabine Hoffman
- Production : Jana Edelbaum, Michael Ellis, Pamela Falk et Lynette Howell Taylor
- Société de production : J2 Pictures, Silverwood Films et iDeal Partners Film Fund
- Société de distribution : IFC Films (États-Unis)
- Pays :  États-Unis
- Genre : Comédie dramatique et romance
- Durée : 96 minutes
- Dates de sortie : 
  -  États-Unis : 7 octobre 2010 (Festival international du film des Hamptons), 6 mai 2011

## Distribution
- Jessica Alba : Mona Gray
- Chris Messina : Ben Smith
- Sônia Braga : la mère
- John Shea : le père
- J. K. Simmons : M. Jones
- Sophie Nyweide : Lisa Venus
- Bailee Madison : Mona jeune
- Marylouise Burke : Mlle. Gelband
- Ashlie Atkinson : la tante de Lisa
- Mackenzie Milone : Ann DiGanno
- Ian Colletti : Danny O'Mazzi
- Jake Siciliano : Elmer Gravlaki
- Stephanie DeBolt : Ellen

## Accueil
Le film a reçu un accueil défavorable de la part de la critique. Il obtient un score moyen de 23 % sur Metacritic.